# Мерло, Эме
Эме Мерло (фр. Aimé Merlo; 30 июля 1880, Сен-Дени — 7 апреля 1958, Реюньон) — французский писатель, историк, искусствовед и журналист. Вместе с Жоржем Атена (фр. Georges Athénas) писал под литературным псевдонимом Мариус-Ари Леблон (фр. Marius-Ary Leblond). Лауреат Гонкуровской премии (1909).
Родился в Сен-Дени (Реюньон) и приходился двоюродным братом Жоржу Атена. Окончил лицей в Сен-Дени (Реюньон). В 1896 году начал литературную карьеру — стал писать вместе с Жоржем Атена под общим псевдонимом Мариус-Ари Леблон. В 1898 они оба поехали в Париж учиться в Сорбонне. Там кузен Жоржа, реюньонский поэт Леон Дьеркс, ввёл их в литературные круги и познакомил с писателями Жозе-Мария де Эредиа, Сюлли-Прюдом, Франсуа Коппе и другими.
В 1900 году Эме из-за болезни лёгких перебрался в Алжир ради здорового климата. Вслед за ним уехал Жорж.
В 1950 году Эме по возрасту вынужден был уволиться с должности хранителя музея, но не захотел уйти на пенсию. Ходатайствовал, чтобы занять должность советника по делам Реюньона в Ассамблее Французского Союза (l’Assemblée de l’Union française), но потерпел поражение на конкурсе кандидатов. 7 апреля 1958 года он умер от сердечного приступа.
Эме Леблон похоронен в одной могиле с Мариусом Леблоном на кладбище Вожирар в Париже — участок № 2, номер 122.